# Austin (Minnesota)
Austin város az USA Minnesota államában, Mower megyében, melynek megyeszékhelye is. Lakosainak száma 26 174 fő (2020. április 1.).

## Népesség
A település népességének változása:

| 2010 | 24 718 |
| 2020 | 26 174 |